# ميلان مياتوفيتش
ميلان مياتوفيتش (بالإنجليزية: Milan Mijatović)‏؛ مواليد 26 يوليو 1987 في بلييفليا، جمهورية الجبل الأسود الاشتراكية، هو لاعب كرة قدم مونتينيغري لعب سابقاً لنادي العدالة السعودي.

## روابط خارجية
- ميلان مياتوفيتش على موقع الاتحاد الدولي (مؤرشف)  (الإنجليزية)
- ميلان مياتوفيتش على موقع الاتحاد الأوربي (الإنجليزية)
- ميلان مياتوفيتش على موقع قاعدة بيانات كرة القدم.إي يو (الإنجليزية)
- ميلان مياتوفيتش على موقع ناشيونال فوتبول تيمز (الإنجليزية)
- ميلان مياتوفيتش على موقع Soccerway.com (الإنجليزية)